# Concili de Trento a Catalunya
El Concili de Trento a Catalunya va portar a terme una forta ofensiva a fi d'imposar els ideals de la contrareforma i posar fi als brots de cultura popular. Fou implementat pels acords del Concili Provincial Tarraconsense de 1598 i del de 1602, essent la Província eclesiàstica Tarraconense la primera a aplicar-les a la cristiandat catòlica.
Per a aconseguir els seus propòsits es va dotar d'una figura clau: el rector, un notable rural que havia d'actuar d'intermediari entre la cultura superior i la cultura inferior. Allà on no arribava, ho feia el Tribunal del Sant Ofici amb la seva xarxa de familiars.
La demarcació parroquial va esdevenir l'àmbit d'actuació. El punt de connexió entre el poble i el rector era la consueta, document que reflectia la pràctica religiosa, segons el costum de cada lloc, i que el rector no podia canviar sense el consens del poble.
Però, del Concili de Trento també van sorgir altres iniciatives, com ara la imposició de les noves devocions: en primer lloc, la del Roser (el 1771, ja que aquesta devoció era present en el 97,27% dels llocs del bisbat de Girona), però també la del Santíssim Sagrament o de la Minerva, que van desplaçar altres devocions d'arrels medievals. Les noves devocions s'imposaven amb la fundació de confraries i capelles. En aquestes pràctiques, el notable rural que era el rector també va rebre el suport dels notables rurals, els pagesos de mas. Tots plegats tenien com a principal objectiu l'enquadrament popular.
Tot el que s'escapava d'aquests límits era susceptible de caure en braços de la Inquisició. Entre el 1560 i el 1700, el Tribunal de Barcelona va processar 3.047 persones. Pràcticament la meitat d'aquestes persones van ser acusades de pràctiques herètiques, sobretot de luteranisme o de calvinisme. El període de màxima persecució va coincidir amb el viratge del regnat de Felip II (Felip I d'Aragó), fet que, d'altra banda, va tenir repercussions directes en la cultura catalana de l'època.
La persecució de la bruixeria també s'ha de situar en aquest context, si bé ja no hi seria només la Inquisició, sinó també els tribunals senyorials. La bruixeria era una pràctica que s'escapava del "control" religiós i cultural, una pràctica alternativa. D'això prové el possible perill de subversió de l'ordre establert que hi veien els seus perseguidors.